# Javier Menéndez (Fußballspieler)
Javier Menéndez, vollständiger Name Javier Menéndez Luis, (* 21. Juli 1974 in Montevideo) ist ein ehemaliger uruguayischer Fußballspieler.

## Karriere

### Verein
Der 1,84 Meter große Torhüter Menéndez stand von 1992 bis 1997 im Kader des uruguayischen Erstligisten Montevideo Wanderers. Von 1998 bis 2001 folgte eine Station beim CA Cerro. Sodann wechselte er 2002 zum Club Sportivo Cerrito und lief dort mindestens in der Apertura 2003 in 17 Ligapartien der Segunda División sowie 2004 in 30 Erstligabegegnungen auf. 2010 ist noch eine Station beim Club Atlético Progreso verzeichnet.

### Nationalmannschaft
Menéndez gehörte der uruguayischen U-20-Auswahl bei der U-20-Südamerikameisterschaft 1992 in Kolumbien an. Uruguay schloss das Turnier als Vize-Südamerikameister ab. Im Verlaufe des Turniers wurde er von Trainer Ángel Castelnoble nicht eingesetzt. Im Folgejahr trat er mit dem von Castelnoble trainierten Team ebenfalls bei der Junioren-Weltmeisterschaft 1993 an und erreichte das Viertelfinale. Dort musste man sich dem Gastgeber Australien geschlagen geben. Im Verlaufe des Turniers blieb er abermals ohne Einsatz.

### Erfolge
- U-20-Vize-Südamerikameister: 1992